# Parc national Bundjalung
Le parc national Bundjalung est un parc national situé sur la côte nord de la Nouvelle-Galles du Sud, en Australie, à 554 km au nord de Sydney. Il abrite une zone de plaine côtière, des landes et des plages désertes entre les villes de Iluka et d'Evans Head.
Le parc porte le nom de la nation aborigène Bundjalung, premiers occupants de la région.
Le parc abrite des formations de coffee rocks sur les plages situées à son extrémité nord.
Entre la péninsule d'Iluka et l'extrémité sud du parc on trouve un certain nombre de caps séparés par de petites plages de sable blance n forme de croissant. Chaque cap abrite des bassins creusés dans les roches par les vagues et qui sont des paradis pour la vie marine intertidale.
Les installations du parc comprennent deux aires de camping : Black Rocks et Woody Head.
Le parc comprend six zones de pique-nique : Gummi Garra près de Evans Head et la baie Shark, Old Ferry Crossing, Back Beach, Frazers Reef et Iluka Bluff sur la péninsule Iluka.
La partie nord-est du parc contient une zone réservée utilisée par la RAAF comme secteur de bombardement active et interdite au public. Le secteur est en service depuis la Seconde Guerre mondiale. Son existence est antérieure à la publication au Journal officiel de la création du parc et offre une prestation mixte en ce qu'il a permis de conserver une vaste zone qui a été relativement peu touchée par l'intervention humaine pendant de nombreuses années.